# Гроты (герб)
Гроты (пол. Groty ) — польский дворянский герб.

## Описание
В золотом поле три копейных острия, рядом, остриём вверх. В навершии шлема три страусовые пера.
Герб Гроты внесён в Часть 2 Гербовника дворянских родов Царства Польского, стр. 78

## Герб используют
Grott, Grudź, Gruzdź, Gruźdź, Paszkiewicz, Paszkowicz, Прокоповичи (Prokopowicz), Ptak, Razwodowski, Szarłowski, Waszkiewicz, Waszklewicz, Влоцкие (Włocki)
Пашковичи, в прежней Земле Мельницкой оседлые. Из них Андрей Пашкович в 1769 году владел там же поместьями.